# Артиг (Вар)
Артиг (фр. Artigues) насеље је и општина у југоисточној Француској у региону Прованса-Алпи-Азурна обала, у департману Вар која припада префектури Брињол.
По подацима из 2011. године у општини је живело 204 становника, а густина насељености је износила 6,41 становника/km². Општина се простире на површини од 31,85 km². Налази се на средњој надморској висини од 469 метара (максималној 641 m, а минималној 351 m).

## Демографија
| 1962. | 1968. | 1975. | 1982. | 1990. | 1999. | 2011. |
| ----- | ----- | ----- | ----- | ----- | ----- | ----- |
| 46    | 62    | 53    | 70    | 112   | 110   | 204   |

График промене броја становника у току последњих година